# Pelophylax caralitanus
Pelophylax caralitanus är en groddjursart som först beskrevs av Arikan 1988.  Pelophylax caralitanus ingår i släktet Pelophylax och familjen egentliga grodor. IUCN kategoriserar arten globalt som nära hotad. Inga underarter finns listade i Catalogue of Life.